# Live! (musikalbum av Dune)
Live! är ett livemusikalbum från 1996 av den tyska musikgruppen Dune. Albumet spelades in under en konsert i Rastatt i Tyskland på sångerskan Verena von Strenges födelsedag och släpptes på skivbolaget Orbit Records.

## Låtlista
1. Hallo Rastatt
2. Hand In Hand
3. Can’t Stop Raving
4. Around the World
5. Rainbow to the Stars
6. Rising
7. Million Miles From Home
8. Hardcore Vibes
9. Expedicion
10. Verena’s Birthday Party